# Memories...Do Not Open
Memories...Do Not Open é o álbum de estreia da dupla norte-americana The Chainsmokers. Foi lançado em 7 de abril de 2017, através das gravadoras Disruptor Records e Columbia.

## Antecedentes
Chris Martin, do Coldplay, primeiro twittou sobre o álbum, alertando The Chainsmokers para confirmá-lo. Foi revelado durante uma entrevista no tapete vermelho do Grammy na tela com o duo que seu título do álbum deveria ser nomeado Memories ... Do Not Open e seria lançado em 7 de abril, pouco antes de embarcarem na turnê com mesmo nome. Na entrevista, Taggart estava hesitante depois de revelar a data de lançamento do álbum, antes de perguntar Pall se ele deveria revelá-la. Taggart disse: "Estamos prontos, temos um álbum completo, vai ser incrível, está saindo em 7 de abril. Eu deveria dizer isso?" Pall respondeu "Não, mas não há problema".

## Singles
Em 13 de janeiro de 2017, "Paris", foi lançada como o primeiro single do disco. Em fevereiro do mesmo, foi lançado o segundo single do álbum, "Something Just like This", um tema em colaboração com a banda britânica Coldplay. O single atingiu o número 3 na Billboard Hot 100. Durante a semana de 18 de março de 2017, "Something Just like This", "Paris", juntamente com "Closer", entraram simultaneamente dentro do top 10 da Billboard Hot 100, fazendo com que The Chainsmokers, fosse o terceiro grupo que tivesse três canções no top 10 simultaneamente.
O terceiro single, "Honest", foi enviado para a rádio top 40 em 11 de julho de 2017. O single atingiu o número 77 na Billboard Hot 100.

### Singlespromocionais
Um single promocional, intitulado "The One", foi lançado em 27 de março de 2017 e atingiu o número 78 na Billboard Hot 100. Outro single promocional, foi uma versão remixada de "Young", sendo lançado em 29 de setembro de 2017.

## Lista de faixas
| Memories...Do Not Open |                                             | |                                            |         |  |
| N.º                    | Título                                      | Compositor(es) | Produtor(es)                               | Duração |  |
| 1.                     | "The One"                                   | Andrew Taggart, Scott Harris, Emily Schwartz |                                            | 2:57    |  |
| 2.                     | "Break Up Every Night"                      | Taggart, Alexander Pall, Benjamin Harris Berger, Joseph Michael Intile, Michael Lee Kamerman, Beau Justin Kuther, Ryan David Vincent McMahon, Rabin Ryan, Sean Scalon |                                            | 3:27    |  |
| 3.                     | "Bloodstream"                               | Taggart, Matthew Holmes, Philipp Leigh, John Kane Parfitt, John Philip Plested, Phoebe Holiday Ryan                                                                   |                                            | 3:44    |  |
| 4.                     | "Don't Say" (com Emily Warren)              | Taggart |                                            | 3:48    |  |
| 5.                     | "Something Just like This" (com Coldplay)   | Taggart, Chris Martin, Guy Berryman, Jonny Buckland, Will Champion | The Chainsmokers, Jordan "DJ Swivel" Young | 4:07    |  |
| 6.                     | "My Type" (com Emily Warren)                | Taggart, Schwartz, Brittany Burton |                                            | 3:37    |  |
| 7.                     | "It Won't Kill Ya" (com Louane)             | Taggart, Anne Peichert |                                            | 3:37    |  |
| 8.                     | "Paris"                                     | Taggart, Kristoffer Eriksson, Fredrik Häggstam | The Chainsmokers, Jordan "DJ Swivel" Young | 3:41    |  |
| 9.                     | "Honest"                                    | Taggart, Audra Butts, Sean Maxwell Douglas |                                            | 3:28    |  |
| 10.                    | "Wake Up Alone" (com Jhené Aiko)            | Taggart, Harris, Schwartz, Dua Lipa |                                            | 3:35    |  |
| 11.                    | "Young"                                     | Taggart |                                            | 3:44    |  |
| 12.                    | "Last Day Alive" (com Florida Georgia Line) | Taggart |                                            | 3:34    |  |
| Duração total:         | Duração total:                              | Duração total: | Duração total:                             | 43:19   |  |

| Faixas bônus da edição japonesa |                                |                                                                                  |                                            |         |  |
| N.º                             | Título                         | Compositor(es)                                                                   | Produtor(es)                               | Duração |  |
| 13.                             | "Closer" (com Halsey)          | Taggart, Ashley Frangipane, Shaun Frank, Frederic Kennett, Isaac Slade, Joe King | The Chainsmokers, Jordan "DJ Swivel" Young | 4:04    |  |
| 14.                             | "Don't Let Me Down" (com Daya) | Taggart, Emily Warren, Scott Harris                                              | The Chainsmokers, Gino "Farrago" Barletta  | 3:28    |  |
| 15.                             | "Roses" (com Rozes)            | Taggart, Elizabeth Mencel                                                        | The Chainsmokers                           | 3:46    |  |

## Recepção

### Crítica
| Críticas profissionais | Críticas profissionais |
| Pontuações agregadas   | Pontuações agregadas   |
| Fonte                  | Avaliação              |
| ---------------------- | ---------------------- |
| Metacritic             | 43/100                 |
| Avaliações da crítica  |                        |
| Fonte                  | Avaliação              |
| AllMusic               | [ 11 ]                 |
| Entertainment Weekly   | C+                     |
| The Guardian           | [ 13 ]                 |
| The New York Times     | (desfavorável)         |
| The Observer           | [ 15 ]                 |
| Pitchfork              | 4.2/10                 |
| Rolling Stone          | [ 17 ]                 |
| Slant Magazine         | [ 18 ]                 |
| Spin                   | (desfavorável)         |
| USA Today              | (desfavorável)         |

No Metacritic, que atribui uma classificação normalizada de 100 para críticas das publicações convencionais, o álbum recebeu uma pontuação média de 43, com base em 8 revisões, indicando "revisões negativas à médias". Damien Morris, da The Guardian, fez uma revisão de duas de cinco estrelas, observando a música do grupo como "instantaneamente memorável, mas completamente esquecível", comparando o álbum com o presidente dos Estados Unidos, Donald Trump: "raso, sempre traindo suas influências , com um vocabulário e ambição de terceiro grau que não funciona além do esvaziamento da carteira mais próxima ". Barry Walters da Entertainment Weekly, destacou o sucesso comercial da dupla, descrevendo seu estilo como "fórmulas de serem fáceis de usar", mas pareceu "como se estivesse tocando rádio em vez de um álbum sozinho". Ele considerou "Break Up Every Night" como a única canção "dançável", enquanto "as outras canções são basicamente baladas com batidas - Moby modernizado sem as amostras de busca da alma ou do evangelho".
Sal Cinquemani da Slant Magazine deu ao álbum duas estrelas de cinco, criticando a falta de personalidade e habilidade vocal de Taggart. Além disso, Cinquemani afirmou: "A desvantagem do sucesso selvagem dessa abordagem é que Taggart e Pall foram forçados a descobrir suas vozes criativas em frente ao mundo inteiro. E, infelizmente, o som que eles estabeleceram está estacionado firmemente no meio da estrada". Neil Young da AllMusic, também deu uma revisão de duas estrelas de cinco, chamando Memories...Do Not Open como uma "dose calculada de escapismo milenar que transmite os mesmos sons que o seu trabalho anterior do seu EP, muito mais envolvente".
Maeve McDermott da USA Today questionou: "esse é o pior álbum de 2017?", chamando os vocais de Taggart "hilariantemente ruins". Philip Sherburne, da Pitchfork, afirmou: "O álbum de estréia da dupla de DJ's é uma partida sombria de seus dias EDM - um registro pop normal e sem vida que reveste sentimentos básicos de arrependimento e narcisismo". Juntamente com a comparação do álbum com o single de 2014 "#SELFIE", Sherburne escreveu: "Nada disso soa como '#SELFIE', mas a visão de mundo é quase tão grande quanto a perspectiva estreita dessa canção".
No Metacritic, Memories...Do Not Open foi o pior álbum classificado do ano de 2017.

### Performance comercial
Memories ... Do Not Open estreou na primeira posição da Billboard 200 ao vender 221.000 unidades em sua primeira semana, sendo 166 mil em formato físico. A partir de 25 de agosto de 2017, o álbum conseguiu uma certificação de platina pela RIAA ao vender 1.000.000 de unidades somente nos Estados Unidos.

## Desempenho nas tabelas musicais

### Posições
| Tabela musical (2017)                                  | Melhor posição |
| ------------------------------------------------------ | -------------- |
| Alemanha (Media Control Charts)                        | 11             |
| Austrália (ARIA Charts)                                | 4              |
| Áustria (Ö3 Austria Top 40)                            | 9              |
| Bélgica (Ultratop 50 da Flandres)                      | 2              |
| Bélgica (Ultratop 40 da Valônia)                       | 19             |
| Canadá (Canadian Albums Chart)                         | 1              |
| Dinamarca (Tracklisten)                                | 7              |
| Escócia (The Official Charts Company)                  | 5              |
| Espanha (Productores de Música de España)              | 11             |
| Eslováquia (IFPI Slovenská Republika)                  | 10             |
| Estados Unidos (Billboard 200)                         | 1              |
| Finlândia (IFPI Finlândia)                             | 3              |
| França (Syndicat National de l'Édition Phonographique) | 5              |
| Irlanda (Irish Recorded Music Association)             | 3              |
| Itália (Federazione Industria Musicale Italiana)       | 8              |
| Japão (Oricon)                                         | 6              |
| Noruega (VG-lista)                                     | 2              |
| Nova Zelândia (Recorded Music NZ)                      | 4              |
| Países Baixos (MegaCharts)                             | 3              |
| Portugal (Associação Fonográfica Portuguesa)           | 17             |
| Reino Unido (UK Albums Chart)                          | 3              |
| Suécia (Sverigetopplistan)                             | 3              |
| Suíça (Schweizer Hitparade)                            | 9              |
| Taiwan (Five Music)                                    | 1              |
| Chéquia (IFPI Česká Republika)                         | 9              |